# Too Many People
Too Many People (englisch für „Zu viele Leute“) ist ein Lied des britischen Musikers Paul McCartney und seiner Ehefrau Linda McCartney, das 1971 als Single B-Seite veröffentlicht wurde. Komponiert wurde es von Paul McCartney. Es war die B-Seite von Uncle Albert/Admiral Halsey, der ersten Singleveröffentlichung von Paul McCartney nach der etwa ein Jahr zuvor erfolgten Auflösung der Band The Beatles, die Platz eins in den US-amerikanischen Charts erreichte, und wurde im selben Jahr auch auf dem Album RAM veröffentlicht.

## Hintergrund
Too Many People ist das Eröffnungslied von Paul und Linda McCartneys Album Ram aus dem Jahr 1971 und es ist textlich ein Angriff auf John Lennon, der im September 1969 ankündigte, dass er die Band The Beatles verlassen wolle.
John Lennon sagte dazu: „Am Anfang von Ram gab es all die Passagen wie ‚Too many people going underground‘. Nun, das waren wir, Yoko und ich. Und ‚Du hast deine glückliche Pause genommen‘, das war in Anbetracht der Tatsache, dass wir eine glückliche Pause hatten, um mit ihm zusammen zu sein.“
Der Song beginnt mit den Worten „Piss off“, von denen McCartney 2001 im Mojo-Magazin schließlich zugab, dass sie an Lennon gerichtet waren. McCartney hatte das Gefühl, dass John und Yoko allen sagten, was sie tun sollten und er meinte weiter, dass man ihm und anderen nicht sagen müsste, was sie zu tun hätten, denn der Tenor der Beatles war Freiheit. In dem 2021er Buch The Lyrics: 1956 To The Present erinnert sich McCartney: „Dass zu viele Leute ‚Verhalten predigen‘, zielte definitiv auf John, der ständig allen vorschreiben wollte, was sie zu tun hatten – mir zum Beispiel, dass ich Geschäfte mit Allen Klein machen sollte. Ich hatte einfach genug davon, mir sagen zu lassen, was ich zu tun habe, also schrieb ich diesen Song. ‚You took your lucky break and broke it in two‘ – damit wollte ich im Grunde sagen: ‚Du hast die Trennung gewollt, also viel Glück damit.‘ Aber das war alles sehr milde formuliert, echte Gemeinheiten habe ich nicht ausgepackt, und es ist ja auch ein ziemlich fröhlicher Song; er klingt nicht wirklich ätzend. Würde man die Geschichte nicht kennen, käme man wahrscheinlich nicht darauf, was für eine Wut dahintersteckte.“
Die Textzeilen “Too many people going underground ... Too many reaching for a piece of cake [gesungen wie Piss off cake] ...That was your first mistake ... You took your lucky break ... And broke it in two .... Now what can be done for you?” lassen die Interpretation zu, dass McCartney hier seiner Enttäuschung Luft macht, dass es sein ehemaliger enger Freund vorzog, sich dem künstlerischen Underground (durch Yoko Ono) zuzuwenden, anstatt die gemeinsame musikalische Partnerschaft fortzusetzen. Das sei scheinbar der erste Fehler gewesen, der die Harmonie innerhalb der Beatles zerbrach.
Lennons Antwort war das verbal härtere How Do You Sleep? auf dem Imagine-Album. Gegenseitige Spitzen wurden von den beiden Männern in der Presse während eines Großteils des Jahres 1971 losgelassen. McCartney schrieb später das versöhnliche Dear Friend an Lennon und veröffentlichte es im Dezember 1971 auf dem Album Wild Life mit seiner Band Wings. Um die Weihnachtszeit 1971 trafen sich dann Paul und Linda McCartney mit John Lennon und Yoko Ono in New York zu klärenden Gesprächen.
In den USA entschied Capitol Records Uncle Albert/Admiral Halsey / Too Many People als Single aus dem Album Ram auszukoppeln, während man sich in Großbritannien für den Titel The Back Seat of My Car und in Kontinentaleuropa für die Singleauskopplung Eat at Home entschied. Die Single Uncle Albert/Admiral Halsey / Too Many People erreichte Platz 30 in Deutschland und in den USA Platz 1 in den jeweiligen Charts.
Paul McCartney spielte Too Many People während der Wings-Tourneen ab 1972 nicht live, entschied sich aber, es während seiner US-Tour 2005 zu spielen.
Das Rolling Stone Magazine wählte Too Many People zum drittbesten Lied McCartneys aus seiner Solokarriere.

## Aufnahme
Too Many People wurde am 10. November 1970 während der Aufnahmen zum Album Ram in den New Yorker CBS Studios mit Paul und Linda McCartney als Produzenten aufgenommen. Tom Geelan, Phil Ramone und Eirik Wangberg waren die Toningenieure der Aufnahmen. Am 28. Januar 1971 wurde in den A&R Studios in New York ein Bläser-Overdub hinzugefügt. Die Gesangsaufnahmen kamen am 10. Februar hinzu. Too Many People wurde am 18. März 1971 in den Sunset Sound Recorders Studio in Los Angeles fertiggestellt. Die Abmischung des Liedes erfolgte ebenfalls in den Sunset Sound Recorders Studio im März/April.
Besetzung:
- Paul McCartney: Gesang, Akustikgitarre, E-Gitarre, Bassgitarre, Perkussion*
- Linda McCartney: Hintergrundgesang
- Hugh McCracken: Akustikgitarre, E-Gitarre
- Denny Seiwell: Schlagzeug, Kuhglocke, Perkussion

*Paul bat den Studioingenieur Eirik Wangberg, eine Holzpalette mitzubringen. McCartney sprang immer wieder auf die Palette, um einen perkussiven Sound zu bekommen, der in den letzten 30 Sekunden des Songs zu hören ist.

## Veröffentlichung
- Am 17. Mai 1971 wurde das Album Ram in den USA (Großbritannien: 28. Mai) veröffentlicht, das unter anderen Too Many People enthält. Am 7. Juni 1993[5] wurde die CD Ram in einer remasterten Version veröffentlicht.[6] Im Mai 2012 erschien Ram, erneut remastert, vom Musiklabel Hear Music/Concord Music Group als Teil der Paul McCartney Archive Collection.[7]
- Am 2. August 1971, über zwei Monate nach Erscheinen des Albums Ram, wurde Uncle Albert/Admiral Halsey – mit dem Lied Too Many People auf der B-Seite – als Single[8] in den USA veröffentlicht. Die US-amerikanische Promotionsingle Uncle Albert/Admiral Halsey / Too Many People beinhaltet Monoversionen der Lieder.[9]
- Too Many People erschien am 7. Mai 2001 auf dem Kompilationsalbum auf Wingspan: Hits and History und am 10. Juni 2016 auf Pure McCartney.
- Am 2. Dezember 2022 wurde die Singlebox The 7″ Singles Box veröffentlicht, die auch Too Many People enthält.

## Thrillington
Kurz nach der Veröffentlichung von Ram beauftragte Paul McCartney den Arrangeur Richard Anthony Hewson damit, eine orchestrale Fassung des Albums zu verfassen und diese aufzunehmen. Das fertige Album erschien allerdings erst am 29. April 1977 in Großbritannien (16. Mai 1977 in den USA) unter dem Titel Thrillington.